# Heinz Arzberger
Heinz Dieter Arzberger (*Austria, 27 de agosto de 1972), exfutbolista y entrenador austríaco. Jugaba de portero y su primer equipo fue Red Bull Salzburg. Actualmente es entrenador de porteros del FC Liefering.

## Selección nacional
Ha sido internacional con la Selección de fútbol de Austria, ha jugado 1 partido internacional.

## Clubes

### Jugador
| Club              | País    | Año         |
| ----------------- | ------- | ----------- |
| Wolfsberger AC    | Austria | 1991 - 1995 |
| SK Sturm Graz     | Austria | 1995 - 1997 |
| SV Gerasdorf      | Austria | 1997        |
| SKN St. Pölten    | Austria | 1997 - 1998 |
| Red Bull Salzburg | Austria | 1999 - 2011 |

### Entrenador
| Club                                 | País    | Año         |
| ------------------------------------ | ------- | ----------- |
| Red Bull Salzburg Juniors (Porteros) | Austria | 2010 - 2012 |
| FC Liefering (Porteros)              | Austria | 2012 - 2015 |
| Red Bull Salzburg (Porteros)         | Austria | 2015 - 2016 |
| FC Liefering (Porteros)              | Austria | 2016 - Act. |

- Datos: Q672341
- Multimedia: Heinz Arzberger / Q672341